# Emoia tuitarere
Emoia tuitarere es una especie de lagarto escincomorfo del género Emoia, familia Scincidae. Fue descrita científicamente por Zug, Hamilton & Austin en 2011.
Habita en Rarotonga. Mide en promedio 82 mm.